# コスメ・バスケス
コスメ・バスケス・スビアブレ（Cosme Vázquez Subiabre、1904年1月15日 - 1976年8月27日）は、スペイン・ポンテベドラ県モンダリス出身の元サッカー選手。ポジションはフォワードとミッドフィールダー。

## 経歴
チリ国籍の女性エメリナ・スビアレ・ペーニャの息子であり、相当に裕福な家庭で育ったという。工学を学んでいたが、サッカーに熱中して勉強を放棄してしまった。しかし点取り屋としての才能は本物であり、19歳だった1925年の11月、ガリシア州の「サンティアゴ・デ・コンポステーラ使徒杯」でその能力を発揮した。その直後にセルタ・デ・ビーゴでデビューするが、数年間を経て首都のアトレティコ・マドリードと契約した。
1925-26シーズンにカンペオナート・レヒオナル・セントロ（マドリード県の地域大会）で準優勝、チームに定着する。1926年5月26日、メスタージャでのコパ・デル・レイ1925-26準決勝で前所属のセルタと対戦。延長戦の末にバスケスの決勝点で3-2と勝利し決勝進出を決めた。だが、FCバルセロナに敗れ準優勝に終わった。
1928年6月、バスケスはアルゼンチン代表とウルグアイ代表のヨーロッパツアーに選手として参加した。しかしスペインでリーガ・エスパニョーラが創設される事を知り、マドリードへ戻った。初年度の1928-29シーズンには17試合出場15得点でランキング2位となった。翌年、バスケスはFWの相方であるルイス・オラソと共にレアル・マドリードに移籍。しかしここでは2シーズンで15試合4得点と沈黙してしまう。1931年、セグンダ・ディビシオンへ降格していたセルタへ復帰。レアル・ムルシア戦とカタルーニャFC戦で2得点するなどの活躍をした。